# إدغار فلوريس غالفان
إدغار فلوريس غالفان هو سياسي مكسيكي، ولد في 4 أغسطس 1961 في Temascaltepec ‏ في المكسيك. نشط حزبياً في الحزب الثوري المؤسساتي. وقد انتخب عضو مجلس النواب المكسيك ‏.